# Văn hóa Bắc Tân
Văn hóa Bắc Tân (tiếng Trung: 北辛文化, 5300-4100 TCN) là một nền văn hóa thời đại đồ đá mới tại tỉnh Sơn Đông, Trung Quốc. 50 di chỉ thuộc nền văn hóa này đã được khai quật. Nền văn hóa này có các dấu tích của hoạt động canh tác kê và thuần hóa trâu.
Di chỉ đặc trưng Bắc Tân nằm tại Đằng Châu, Sơn Đông, được khai quật từ năm 1978 đến năm 1979. Văn hóa Bắc Tân phân bố rộng rãi, lấy Thái An làm trung tâm, tại Thanh Đảo, Lai Vu cũng như đại bộ phận Sơn Đông đều phát hiện di chỉ.